# Șuțești
Șuțești è un comune della Romania di 4 561 abitanti, ubicato nel distretto di Brăila, nella regione storica della Muntenia.
Il comune è formato dall'unione di 2 villaggi: Mihail Kogălniceanu e Șuțești.